# Xã Colvin, Quận St. Louis, Minnesota
Xã Colvin (tiếng Anh: Colvin Township) là một xã thuộc quận St. Louis, tiểu bang Minnesota, Hoa Kỳ. Năm 2010, dân số của xã này là 317 người.